# Jan Makowski
Jan Makowski (ur. 1588 w Łobżenicy, zm. 24 czerwca 1644 we Franeker w Holandii) – polski filozof i teolog ewangelicko-reformowany.

## Życie
Urodził się w kalwińskiej rodzinie. Naukę podjął w 1607, a więc już w dojrzałym wieku, wstępując do gimnazjum w Gdańsku, kierowanym wówczas przez Bartłomieja Keckermanna. W okresie nauki przysłuchiwał się prowadzonym wtedy w Gdańsku sporom pomiędzy jezuitami a socynianiami.
Następnie zatrudnił się u rodziny Sienieńskich (a później Gorajskich) jako nauczyciel synów szlacheckich i wraz z nimi podróżował po Europie (Praga, Lublin, Heidelberg, Marburg, Lipsk, Wirtembergia, Jena). Podczas podróży uczestniczył w licznych dyskusjach na tematy religijne, toczonym między katolikami, socynianami, luteranami i kalwinistami.
W 1613 rozpoczął studia na Uniwersytecie we Franekerze pod kierunkiem Sibrandusa Lubbertusa, zakończone uzyskaniem stopnia doktora teologii (1614), pierwszego na tej uczelni. Rok później został tam profesorem teologii, a jego wykłady gromadziły liczne grono studentów z Niderlandów, Niemiec i Europy Środkowo-Wschodniej.
Jan Makowski zasłynął z umiejętności szermierczych. Jego bratem był kalwiński lekarz i senior lubelskiej parafii kalwińskiej, Samuel Makowski, skazany w 1633 przez Trybunał Lubelski na karę śmierci, zamienioną na publiczną pokutę, za udział w obronie zboru podczas tumultu w 1633 roku. Trzeci z braci, Maciej, był przez pewien czas rektorem gimnazjum kalwińskiego w Bełżycach.

## Twórczość
Makowski był głównym twórcą i przedstawicielem filozofii scholastycznej kalwinizmu. Filozoficznie opracował argumenty broniące kalwińskiej ortodoksji i tworzące jej teologię. Był reprezentantem nurtu kalwinizmu, starającego się łączyć argumenty rozumowe z wiarą religijną.
Początkowo, w 1616, został oskarżony przez Lubbertusa o brak ortodoksji kalwińskiej. Zarzuty wobec jego nauczania zostały zredagowane w 50 punktach. Zasadnicze kwestie dotyczyły doktryny predestynacji. Zarzuty były rozpatrywane przez synod w Dordrechcie (13 listopada 1618 – maj 1619). Synod uwolnił Makowskiego od zarzutów, wskazując, że błędy nie były jego poglądami, lecz wynikiem niejasnych pojęć i obcych teologii określeń.

## Dzieła
Makowski pisał po łacinie. Większość jego dzieł wydana została pośmiertnie. Prace Jana Makowskiego do czasów współczesnych są przedmiotem studiów w Holandii, przez wpływ jaki wywarły na tamtejszą myśl teologiczną.
- (1623-1632) Collegium theologicum miscellanearum questionum (I-IV), Franecker;
- (1627) Cursus theologicarum disceptationum de Trino vero Deo, Franecker; 2 ed. 1641 Collegia theologica (I-II), Franecker;
- (1647) Johann Maccovius redivivus sive manuscripta ejus typis exscripta, Franecker; 2 ed 1659 Amstel;
  - (pl) fragment Teologia ujęta w kwestie (Theologia questiones), w: Filozofia i myśl społeczna XVII wieku, Warszawa 1979;
- (1650) Loci communes theologici, Franecker;
- (1650) Metaphysica, Leiden
- (1652) Distinciones et regulae theologicae ac philosophicae, Franecker[5]; 2 ed 1656 Oxford
- (1654) Dzieła zebrane: Macovius redivivus seu manuscripta ejus typis expressa, Franecker in-4; 2 ed. 1655; 3 ed. Amsterd. 1659.
- (1655) Loci communes theologici, Amstel. in-4;
- (1660) Opuscula philosophica omnia, Amstel.